# عمر الزواوي
عمر عبد المنعم الزواوي (1930 - 11 أبريل 2020) رجل أعمال عُماني، كان مستشارًا للسلطان قابوس بن سعيد للاتصالات الخارجية، ومؤسس ورئيس مؤسسة عمر الزواوي، والتي تعرف باسم أومزيست، وتعد من أكبر الشركات العُمانية.

## عنه
ولد سنة 1930 في مدينة كراتشي الباكستانية، حصل الزواوي في عام 2010 على وسام الرسوخ من الدرجة الأولى من السلطان قابوس بن سعيد، توفي يوم السبت 11 أبريل 2020 بعد معاناة مع المرض.